# Kaly Live Dub
Kaly Live Dub est un groupe de dub français, originaire de Lyon, en Rhône-Alpes, sur les pentes de La Croix-Rousse, formé en 1995.

## Biographie

### Débuts (1995–2002)
Le groupe est formé en 1995 sous le nom de Kaly Calipso, qui est alors musicalement axé dub roots avec une forte influence reggae dans la lignée des formations jamaïcaines des années 1970. Le groupe se renomme Kaly Live Dub, se forgeant une importante réputation en concert (ce qui justifiera ce nom de « Live ») pendant trois ans, avant que l'aventure ne se concrétise en 1995 avec l'EP Orange Dub. Puis en 1999, les cuivres disparaissent, le chanteur passe aux machines, le batteur (actuel batteur de High Tone) est remplacé. Progressivement, le groupe commence à pratiquer une musique « novo dub » et, avec cette formation, un nouveau maxi de quatre morceaux intitulé 1.4Khz est édité.
En 2002 sort Electric Kool Aid, le premier album studio en format CD du groupe, remarqué pour son important choix de samples qui feront la caractéristique de cette formation,. Dans la foulée sort Encounter One, nouveau maxi 4 titres marquant la collaboration de Kaly avec Rod Taylor, célèbre chanteur jamaïcain. C'est un retour aux sons plus roots. c'est à ce moment-là qu'Uzul (machiniste du groupe) et Mathieu (batteur du groupe) lancent leurs projet de breakbeat Hybrid Sound System.
S'ensuivent deux nouvelles années de prestations lives, pendant lesquelles, toujours en 2002, Uzul, machiniste du groupe lance un nouveau projet parallèle avec le guitariste du groupe PIcore Uzulprod, projet hip-hop industriel, avec qui il part en tournée en compagnie du Scorn, Dalek, Picore, Enduser, Pilah, guitariste du groupe, fonde de son côté le collectif lyonnais Dub Addict Sound System afin de multiplier les rencontres musicales et diffuser le dub à la manière d'un sound system jamaïcain.

### D'autres albums (2003—2009)
En 2003, un album et deux EP arrivent dans les bacs. Intitulé Hydrophonic, le groupe approfondit son style sur ce cd et confirme sa diversité musicale. Les morceaux sont teintés de sonorités orientales et admettent des passages jungle. Août 2003, le maxi Encounter 2 : Maxidrumix propose 4 titres remixés extraits du premier album par High Tone, Jah Warrior, Push[Lequel ?] et Crystal Distortion. À la fin de l'année, Kaly enregistre avec High Tone un 45 tours appelé Kaltone.
Le 6 avril 2004 sort 3 Maximal Overdubs, compilation au format digipack réunissant les trois précédents EP (Encounter One, Two et 1.4kHz) plus quelques inédits. Dès lors, le groupe commence une importante tournée durant toute l'année 2004 et n'apparaît plus que sur des compilations. Cette même année, Uzul et Mat tourne également avec un projet parallèle du nom de Hybrid Sound System développant un dub plus électronique porté sur la drum 'n' bass. 2TT, claviériste de la formation quitte le groupe. Il sera remplacé par Thibault Louis pour l'enregistrement, au cours du deuxième semestre de 2005, d'un nouvel album intitulé Repercussions,. Cette fois le groupe développe un « dub hybride » puissant et psychédélique mêlant de nombreux samples de musique traditionnelle africaine, berbère et indienne[réf. nécessaire].
Le 5 février 2007 sort On Stage, un double live édité en CD et DVD dans deux versions différentes. Cet album permet enfin de mieux comprendre l'expérience Kaly en concert, où le son dub y est sombre et électronique, proche parfois du harsh noise. Il faut également retenir de cet album la collaboration avec le trompettiste Erik Truffaz sur les titres How to Be Late et Curieux pour un son trip hop/smooth jazz. Le 7 avril 2008, Kaly Live Dub édite son album Fragments, proposant un nouveau virage musical. Dub puissant et lourd, la basse est doublée, l'électronique omniprésente pour un ensemble plus industriel et violent.

### Lightin' the ShadowsetAllaxis(depuis 2010)
Deux ans plus tard l'album Lightin' the Shadows qui scellera l'entrée du groupe au sein du label indépendant Jarring Effects, est développé sur deux disques : le premier propose une ambiance sombre et rude, usant toujours de nombreux effets noise, de la basse wobble et d'une orchestration angoissante proche des musiques de film. Le second volet propose un electrodub plus roots, comme un retour sur l’univers musical développée par le groupe avant 2007. Entre autres, les chanteurs Biga Ranx et Joe Pilgrim participent à cet opus,,.
Devenu quatuor à la suite du départ du claviériste, Kaly Live Dub sort son nouvel album Allaxis le 23 septembre 2013. Le groupe semble s'engager depuis un peu plus vers le dubstep, laissant plus de place aux basses synthétiques.
En 2016, ils sortent le single Rastaman Chant en collaboration avec Johnny Clarke pour fêter leur vingt ans d'existence. En 2018, sur le même modèle que l'album High Tone Remixed, le label ODG prod fait revisiter les titres du groupe par des artistes de la scène dub actuelle.

## Membres

### Membres actuels
- Stéphane « Uzul » Bernard : machines
- Paul « Pilah » Kozmik : guitare
- Mathieu Trouillet : batterie, programmation
- Eric « Five Keys » Frascone : basse

### Anciens membres
- Thibault « Auriculaire » Louis : claviers
- Dominique Peter : batterie
- Bernard « 2TT » Pelmoine : orgue, clavier
- Jean Pierre (David) Boulet : percussions

## Discographie

### EP
- 1998 : Orange Dub (avec chant, cuivres et Dom (High Tone) à la batterie) (maxi 45)
- 2000 : 1.4 KHZ (maxi 45)
- 2001 : Encounter One (avec Rod Taylor ; maxi 45)
- 2002 : Encounter Two : Maxidrumix  (maxi 45)
- 2003 : Kaltone (avec High Tone ; maxi 45)
- 2010 : Shadows (maxi 45)
- 2010 : Light (maxi 45)
- 2014 : Kaly Live Dub Meets Learoy Green – Hard Man (45 tours)
- 2016 : Rastaman (45 tours)

### Compilations
Participations à diverses compilations :
- Dub Excursion (Sounds Around)
- French Dub System (Wagram)
- Digitalik Park (Daydream)
- Alternative Novo-Dub (Hi-Subway)
- Dub In France (Prod. Spé.)
- French Dub Connection (Echo Beach)
- Dub Attack ! (Crash disques)
- Free Tibet (Solidarité Tibet)
- I Dub you (EMI)
- Dub Addict (PIAS)